# أبو المجد حرك
أبو المجد حرك هو كاتب مصري صدرت له عددٌ من الكتب المتعلقة بالدين الإسلاميّ لعل أبرزها كتاب من أجل تأمين إسلامى معاصر في جزأيه، وكتاب الربا عدو الإسلام والإنسانية ثمّ كتاب الإسراء والمعراج دراسة موضوعية فضلًا عن كتب أخرى لم تُحقّق شهرة كبيرة.

## المسيرة المهنيّة
بدأ أبو المجد حرك مسيرتهُ في مجال التأليف والكتابة عبر كتاب الربا عدو الإسلام والإنسانيّة وهو الكتاب الذي صدر عن دار الصحوة للنشر في عدد صفحاتٍ بلغ 142 صفحة. يتناولُ الكتاب كما هو واضحٌ من عنوانه عن موضوع الربا حيث يُفصّل في النظام الربوي العالمي وكيف استطاع بحسبهِ أن يُحكم السيطرة على اقتصاديات عددٍ من البلدان، كما يُعرّج على منحى انتقال الأموال مؤكّدًا أنها تأخذُ اتجاهُا عكسيًا من الفقراء إلى الأغنياء، ومُرجعًا السبب إلى الأقساط والفوائد المدفوعة التي هي في مجملها أكبر من القروض الجديدة، ويرى حرك أنّ كل هذا يضمنُ تثبيت الدول المَدينَة في مستنقع البؤس، وإمداد الدول الغنية بدماء جديدة تضخُّ في شرايينها لتحقق المزيد من التقدم والنمو.
نشر حرك أبو المجد حرك عن الدار المصرية اللبنانية عام 2001 كتابًا جديدًا جاء في 256 صفحة تحتَ عنوان «الإسراء والمعراج دراسة موضوعية»، وهو الكتاب اعُتبر من قِبل بعض النقاد معالجة حديثة لموضوع قديم، بسبب أسلوب المعالجة الذي قِيل إنّه لم يكن تقليديًا يعتمدُ على رواية أحداث الإسراء والمعراج بل قام الكاتب بتناول المعني المقصود به من الأحداث، وقدم مناقشة علمية موضوعية لأحداث القصة.
أصدر حرك كتابًا ثالثًا (في جزأين) بعنوان «من أجل تأمين إسلامي معاصر»، وهو الكتاب الذي نُشر عام 2008 في 156 صفحة وتطرق لموضوع التأمين الإسلامى المعاصَر. سردّ أبو المجد في الجزء الأول نشأة التأمين وتوصيفه، والحاجة إليه وفوائده، وعقده، وخصائصه، والأسس الفنية له، وسلبيات شركات التأمين، كما تحدث عن الرافضين لهذا النظام وأدلة تحريمه في الشرع الإسلامي، وعرض الموافقين له وأدلتهم، ويختتم بالترجيح بين رأي الفريقين، أما في الجزء الثاني فقد خصّ بالذكر التأمين الإسلامي، وهنا تحدث عن صور التكافل في المجتمع المسلم، وما هي أخلاق التكافل، وكيفية تنظيمه، ودور الزكاة في التكافل الإسلامي، ومصارفها، والحكمة منها، فضلًا عن مواضيع أخرى على غرار التأميل الاجتماعي، والتأمين التعاوني، وبدائل التأمين التجاري، ويُسلّط الضوء على التأمين الإسلامي في حيز التطبيق، ويسرد عدد من الأمثلة والنماذج.

## قائمة أعماله
هذه قائمةٌ بأبرز أعمال الكاتب أبو مجد حرك:
- من أجل تأمين إسلامى معاصر (جزأين)[8]
- الربا عدو الإسلام والإنسانية[9]
- الإسراء والمعراج دراسة موضوعية[10]